# デュドネの定理
数学において、 デュドネの定理(デュドネのていり、英: Dieudonné's theorem、名前はジャン・デュドネに由来する)は、閉集合のミンコフスキー和が閉じているという定理である。

## 定理のステートメント
空でな閉凸集合{\displaystyle A,B\subset X}を局所凸空間とし、 もし{\displaystyle A}または{\displaystyle B}が局所コンパクトでありかつ、{\displaystyle \operatorname {recc} (A)\cap \operatorname {recc} (B)}(ここで記号{\displaystyle \operatorname {recc} }は後退円錐を表す)線型部分空間であるならば、{\displaystyle A-B}は閉じている。